# Oraesia
Oraesia is een geslacht van vlinders van de familie spinneruilen (Erebidae), uit de onderfamilie Calpinae.

## Soorten
- O. aeneofusa Hampson, 1926
- O. albescens Gaede, 1940
- O. argyrolampra Hampson, 1926
- O. argyrosema Hampson, 1926
- O. argyrosigna Moore, [1884] 188, 1887
- O. cerne (Fawcett, 1916)
- O. emarginata (Fabricius, 1794)
- O. excavata Butler, 1878
- O. excitans Walker, [1858, 1857
- O. glaucocheila Hampson, 1926
- O. igneceps Hampson, 1926
- O. intrusa (Krüger, 1939)
- O. isolata Hacker & Saldaitis, 2010
- O. nobilis Felder & Rogenhofer, 1874
- O. pierronii (Mabille, 1880)
- O. politzari Behounek, Hacker & Speidel, 2010

- O. provocans Walker, 1858
- O. rectistria Guenée, 1852
- O. serpens Schaus, 1898
- O. striolata Schaus, 1911
- O. stupenda Dognin, 1912
- O. subuncula Dognin, 1911
- O. triobliqua (Saalmüller, 1880)
- O. wintgensi (Strand, 1909)